# Folioceros apiahynus
Folioceros apiahynus es una especie de Anthocerotopsida del género Folioceros, de la familia Anthocerotaceae, del orden Anthocerotales.

## Taxonomía
Fue descrita científicamente por (Steph.) Hässel. Fue publicado por primera vez en Hässel de Menéndez, G. G. (1990). Las especies de Anthoceros y Folioceros (Anthocerotophyta) de América del Norte, Sud y Central: la ornamentación de sus esporas y taxonomía. Candollea, 45, 201–220.